# Blu-ray Disc アソシエーション
Blu-ray Disc Association（ブルーレイディスクアソシエーション、略称：BDA）は、Blu-ray Discの規格を策定する団体である。

## 概要
2002年5月20日に日立製作所、LG電子、パナソニック、パイオニア、フィリップス、サムスン電子、シャープ、ソニー、トムソンの9社によりBDAの前身組織となるBlu-ray Disc Founders（ブルーレイディスクファウンダーズ、略称：BDF）が設立され、その組織を多くの企業に広く門戸を開く為に2004年に本組織が設立された。
ライバル規格であるHD DVDを推していた東芝も、HD DVD撤退後の2009年8月10日にBDAへの加盟申請を行っている。

## 参入企業
以下、参入企業を述べる。なお、太字はBDAの幹事企業 (英:Board of Directors)。また、 (H) はかつてHD DVDにも参入を表明していた企業。
ハードウェア・ソフトウェア関連企業
- ソニー
- パナソニック
- シャープ
- パイオニア
- デル
- Apple
- TDK
- 日立製作所
- 三菱電機
- フィリップス
- サムスン電子
- サン・マイクロシステムズ
- インテル
- ヒューレット・パッカード (H)
- トムソン (H)
- LG電子 (H)
- JVCケンウッド
- 富士通 (H)
- NECエレクトロニクス (H)
- キヤノン (H)
- 富士フイルム (H)
- リコー (H)
- 三洋電機 (H)
- 三菱ケミカルメディア (H)
- エイサー (H)
- 中国華録集団
- 東芝 (H)
- メモリーテック (H)
- シナノケンシ（プレクスター）
- パルステック工業 (H)
- 他

エンタテインメント関連企業
- ウォルト・ディズニー・カンパニー（ウォルト・ディズニー・スタジオ・ホーム・エンターテイメント（スタジオジブリ））
- 20世紀フォックス
- ワーナー・ブラザース（ワーナー・ホーム・ビデオ） (H)
- ソニー・ピクチャーズ
- メトロ・ゴールドウィン・メイヤー
  - ニュー・ライン・シネマ
- ライオンズゲート
- ユニバーサル・ピクチャーズ（2008年2月20日参入表明）
- パラマウント映画・ドリームワークス（2008年2月21日参入表明）
- ユニバーサル ミュージック グループ
- ソニー・ミュージックエンタテインメント（米）
  - ソニー・ミュージックエンタテインメント（日）（アニプレックス）
  - BMG JAPAN
- TBS
- バップ
- ビコム
- ポニーキャニオン (H)
- エイベックス (H)
- ジェネオンエンタテインメント (H)
- 東映ビデオ (H)
- 東宝 (H)
- バンダイビジュアル (H)
- GDH (H)
- EMIミュージック・ジャパン
- 他

## 沿革
- 2002年（平成14年）5月20日 - BDAの前身となるBlu-ray Disc Founders（BDF）が設立[1][2]。
- 2004年（平成16年）10月4日 - BDFを発展させる形でBlu-ray Disc Association（BDA）が発足[2][3]。
- 2009年（平成21年）12月17日 - Blu-ray 3Dの規格が完成と発表[4]。

#### 二次資料
1. ↑  “Blu-ray Disc Founders、次世代記録型DVD規格“Blu-ray Disc”の規格書を開示”.   ascii (2002年5月20日). 2021年7月20日閲覧。
2. 1 2  “Blu-ray Disc Founders、Blu-ray Disc Associationに移行”.   AV Watch (2004年5月19日). 2021年7月20日閲覧。
3. ↑  “Blu-ray Disc AssociationにFOXが参加。HDパッケージ推進へ－ブルーレイの本格立ち上げに向けBDAを本日立ち上げ”.   AV Watch (2004年10月4日). 2015年3月29日閲覧。
4. ↑  “「Blu-ray 3D」の規格化完了。フルHD 3Dを家庭で実現－MVCで1080p×2の映像収録。既存プレーヤーでも2D表示”.   AV Watch (2009年12月18日). 2015年6月29日閲覧。

#### 一次資料
1. ↑  ブルーレイディスクアソシエーション (BDA) 公式サイト - ウェイバックマシン
2. ↑  Blu-ray Disc Association - 参加企業一覧 - ウェイバックマシン
3. ↑  会員リスト - HD DVDプロモーショングループ - ウェイバックマシン